# Балаков, Красимир
Красими́р Ге́нчев Бала́ков (болг. Красимир Генчев Балъков; род. 29 марта 1966, Хотница, Великотырновская область) — болгарский футболист и футбольный тренер.
В основном играл на позиции атакующего полузащитника. По количеству игр за сборную занимает третье место после Борислава Михайлова и Христо Бонева.

## Карьера игрока

### Клубная карьера
На родине выступал за «Этыр» Велико-Тырново. В 1991 году перешёл в португальский «Спортинг», где играл до перехода в «Штутгарт» в 1995 году.
Достиг пика своей формы на закате карьеры после возраста в 30 лет. Последние несколько лет карьеры играл в «Штутгарте» и был самым высокооплачиваемым футболистом в Германии. В последние годы карьеры в сборной Болгарии и в «Штутгарте» практически вся игра этих команд строилась на нём.
В 1995 и 1997 годах признавался лучшим футболистом Болгарии.

### В сборной
Дебютную игру провёл 2 ноября 1988 года против Дании. Сыграл всего 92 матча, забив 16 голов. В составе сборной Болгарии выступал на чемпионате мира 1994 года, где занял 4-е место со сборной. Свою прощальную игру за сборную Болгарии должен был провести 7 июня 2003 года в отборочном матче чемпионата Европы 2004 года против Бельгии, однако после разговора с Пламеном Марковым решил ускорить свой уход. Прощальная игра состоялась 30 апреля 2003 года против Албании: на 3-й минуте после его навеса Димитр Бербатов ударом головой открыл счёт в матче, а на 7-й минуте Балаков, выбив мяч в аут, уступил место на поле Стиляну Петрову. В том матче болгары победили 2:0.

## Стиль игры
Хороший организатор игры и мастер штрафных.

## Тренерская карьера
После завершения карьеры игрока стал работать тренером. Летом 2007 года был близок к тому, чтобы возглавить сборную Болгарии, но переговоры с болгарской федерацией футбола ни к чему не привели.
22 марта 2012 года Балаков был назначен главным тренером «Кайзерслаутерна». 18 мая 2012 года расторг контракт по обоюдному согласию. Клуб под его руководством провёл 8 игр в Бундеслиге 2011/12 (1 победа и 7 поражений) и выбыл во вторую Бундеслигу с последнего 18-го места. Преемником Балакова стал Франко Фода.
В мае 2014 года вернулся в болгарский футбол и возглавил «Литекс», в котором проработал всего один сезон.
С января 2018 года возглавлял клуб, в котором когда-то начинал свою карьеру игрока — «Этыр» из Велико-Тырново.
В мае 2019 года стал главным тренером сборной Болгарии, под его руководством команда сыграла один раз вничью и пять матчей проиграла. Через пять месяцев, 18 октября на фоне расистского скандала с болгарскими болельщиками вокруг матча отборочного турнира Евро-2020 против команды Англии покинул свой пост.
4 июня 2020 года был официально объявлен старшим тренером клуба «ЦСКА 1948».

## Достижения
«Штутгарт»
- Обладатель Кубка Германии: 1997
- Победитель Кубка Интертото: 2000, 2002

Сборная Болгарии
- 4-е место на чемпионате мира 1994 года

Личные
- Лучший футболист Болгарии: 1995, 1997
- Орден «Стара-планина» I степени (20 июля 1994 года)[11]
- Почётный гражданин Софии
- Почётный гражданин Велико-Тырново

## Комментарии
1. ↑  Согласно правилам болгарско-русской транскрипции единственно правильный вариант передачи фамилии — Балыков, но в русскоязычных СМИ прочно устоялся калькированный с романизации, неправильный вариант Балаков.